# Reggenza di Tanah Laut
La reggenza di Tanah Laut (in indonesiano: Kabupaten Tanah Laut) è una reggenza dell'Indonesia, situata nella provincia di Kalimantan Meridionale.